# Rubén Ramírez
Rubén Darío „Tito” Ramírez (ur. 17 października 1982 w Margaricie) – argentyński piłkarz występujący na pozycji napastnika, od 2024 roku zawodnik Huracánu Vera.